# Hydriomena chiricahuata
Hydriomena chiricahuata là một loài bướm đêm trong họ Geometridae.